# Parafia św. Andrzeja Boboli w Krotoszynie
Parafia Świętego Andrzeja Boboli w Krotoszynie – polska parafia rzymskokatolicka należąca do dekanatu Krotoszyn diecezji kaliskiej. Została utworzona w 1979 roku. Kościół parafialny poewangelicki, z lat 1788–1790, neobarokowa fasada z lat 1884–1885, klasycystyczny, na rzucie koła. Parafia liczy około 5500 wiernych.

## Proboszczowie
- 1975–2009 – ks. kan. Sylwester Stempin (zm. 2014)
- od 2009 – ks. kan. Stanisław Mieszała